# WWE Insurrextion
WWE Insurrextion was een jaarlijks professioneel worstel-pay-per-view (PPV) evenement dat georganiseerd werd door Amerikaanse worstelorganisatie World Wrestling Entertainment (WWE). De eerste drie evenementen werden gehouden toen de promotie nog de World Wrestling Federation (WWF) heette en het laatste evenement werd gehouden onder de naam WWE, nadat de promotie in 2002 was hernoemd naar WWE. De evenementen werden exclusief gehouden voor de Verenigd Koninkrijk. Insurrextion werd ook uitgezonden op Viewers Choice in Canada, terwijl de edities van 2002 en 2003 ook uitgezonden in de Verenigde Staten op bandvertraging als onderdeel van WWE Fanatic Series, een pay-per-view "best of" programma.

## Insurrextion-chronologie
| Editie | Datum       | Stad                | Locatie        | Main Event                                                                                        |
| ------ | ----------- | ------------------- | -------------- | ------------------------------------------------------------------------------------------------- |
| 2000   | 6 mei 2000  | Londen, Engeland    | Earls Court    | The Rock (c) vs. Shane McMahon vs. Triple H in een Triple Threat match voor het WWF Championship. |
| 2001   | 5 mei 2001  | Londen, Engeland    | Earls Court    | Steve Austin (c) en Triple H vs. The Undertaker in een Handicap match voor het WWF Championship.  |
| 2002   | 4 mei 2002  | Londen, Engeland    | Wembley Arena  | Triple H vs. The Undertaker.                                                                      |
| 2003   | 7 juni 2003 | Newcastle, Engeland | Telewest Arena | Triple H (c) vs. Kevin Nash in een Street Fight voor het World Heavyweight Championship.          |